# Kopriva, Razkrižje
Kopriva este o localitate din comuna Razkrižje, Slovenia, cu o populație de 19 locuitori.